# Marc Hispard
 (juin 2025).
Marc Hispard est un photographe de mode français né le 20 janvier 1938 à Croix (Nord) et mort le 25 avril 2015 à Bruxelles.

## Biographie
Marc Hispard commence à travailler très jeune dans un laboratoire photographique professionnel parisien, le « Service Illustré », tout en suivant des cours du soir à l'École du Louvre.
À 18 ans, il devient photographe professionnel et rejoint le magazine Le Jardin des Modes. Il collabore ensuite avec des magazines de mode internationaux tels que Elle, Vogue, Glamour, ou Queen Magazine.
Il réalise également des campagnes publicitaires pour de grandes marques comme L'Oréal, Revlon, Dior, Biotherm, Estée Lauder ou Givenchy. Il photographie certaines des plus célèbres mannequins, parmi lesquelles Karen Mulder, Claudia Schiffer, Kate Moss, Naomi Campbell, Cindy Crawford et Estelle Lefébure.
Ses photographies sont souvent décrites comme mettant en valeur la lumière, les poses ou les décors[source secondaire souhaitée].

## Expositions
Les œuvres de Marc Hispard ont été exposées à plusieurs reprises à Paris et à Tokyo, ainsi que dans des foires internationales d’art. En 2011, ses photographies ont été présentées à la Young Gallery (Avenue Louise, Bruxelles).
Il a également été à l’honneur du 6e Festival international de la photographie de mode à Cannes, en 2008.

## Collaboration artistique
Marc Hispard a collaboré avec le peintre argentin Ruben Alterio dans le cadre d’un projet mêlant photographie et peinture. Ce travail commun associe le réalisme photographique aux lavis abstraits du peintre, créant un dialogue visuel entre les deux médiums.

## Décès
Marc Hispard est décédé le 25 avril 2015 à  Bruxelles, à l'âge de 77 ans.